# Halina Karin
Halina Karin, vor 1937 Halina Kohn (geboren am 18. Februar 1917 in Krakau, Österreich-Ungarn; gestorben 2016 in Lima, Peru), war eine polnische, jüdische Kämpferin im Widerstand gegen den Nationalsozialismus im von Deutschland besetzten Polen während des Zweiten Weltkriegs.

## Biografie
Geboren 1917 in Krakau, das damals zu Österreich-Ungarn gehörte, wuchs Halina Kohn in Nowy Targ auf. Sie machte 1935 in Zakopane ihr Abitur. Sie studierte von 1935 bis 1938 an der Wiener Hochschule für Welthandel. 1937 änderte sie ihren Namen in Halina Karin, vermutlich um den zunehmenden Nachstellungen gegen Juden zu entgehen.
Nach erfolgreichem Abschluss ihres Studiums kehrte Halina Karin nach Polen zurück, wo sie sich der sozialistischen Bewegung anschloss. Sie heiratete Kazimierz Dębnicki, einen Katholiken, der sich gegen den Antisemitismus auflehnte. Die beiden gingen in den Widerstand; in Altmetall, das zum Einschmelzen nach Deutschland transportiert wurde, versteckten sie Sprengstoff, der die deutschen Stahlwerke zur Explosion bringen sollte.
Mit Tadeusz Koral, dem Leiter der Sabotageabteilung der Polnischen Sozialisten, verübte Halina Dębnicki am 19. Mai 1942 ein Bombenattentat auf das Warschauer Spielkasino, das in unmittelbarer Nähe der Gestapo-Zentrale lag und von der Gestapo und ihren Agenten frequentiert wurde. Das Kasino wurde schwer beschädigt, es gab Verletzte und vielleicht Tote. Zusammen mit weiteren Aktionen des Widerstands bereitete das Attentat auf das Spielkasino den Aufstand im Warschauer Ghetto im April 1943 vor.
Halina und Kazimierz Dębnicki arbeiteten weiter im Widerstand. Im Oktober 1943 wurde Halina mit anderen verhaftet. Ihr Ehemann Kazimierz Dębnicki bekundete gegenüber den Deutschen, dass Halina überzeugte Katholikin sei; aus der Haft konnte sie durch Bestechungsgelder freigekauft werden. Nach Ende des Krieges lösten Halina Karin und Kazimierz Dębnicki ihre Schutzehe, und Halina heiratete Stefan Nawrocki, den sie im Widerstand kennengelernt hatte. Ihr Sohn Piotr kam noch 1945 zur Welt.
In den Nachkriegsjahren arbeitete das Ehepaar für die Sozialistische Partei und die Regierung Polens. 1957 wanderten sie nach Peru aus, möglicherweise wegen der stalinistischen Ausrichtung der polnischen Regierung. Halina Nawrocki lernte Spanisch und arbeitete für ein US-amerikanisches Unternehmen. Sie starb 2016 in Lima, kurz vor ihrem hundertsten Geburtstag.

## Nachwirkung
Nach Kriegsende wurde Halina Karin für ihren Beitrag zum Widerstand gegen den Nationalsozialismus mit dem polnischen Tapferkeitskreuz ausgezeichnet. Während sie danach auch in Polen in Vergessenheit geriet, wurden ihre männlichen Mitkämpfer in besonderer Weise ausgezeichnet: Tadeusz Koral wurde namentlich auf dem Gedenkstein erwähnt, der 1974 an der Stelle des abgerissenen Spielkasinos aufgestellt wurde; Kazimierz Dębnicki wurde 1981 in der israelischen Gedenkstätte Yad Vashem als Gerechter unter den Völkern geehrt.
Erst 2023 verhalfen die Historiker Johannes Koll und Frederik Lange von der Wirtschaftsuniversität Wien Halina Karin zu neuer Anerkennung.